# KRY秋まつり
KRY秋まつり（けい・あーる・わい あきまつり）は、山口放送で毎年秋に行われるイベント。
毎年、ラジオの生放送で中継されるが、2006年度は地上デジタル放送開始記念として、ゲストに川嶋あいを迎えてのスペシャル版がテレビでも放送された。